# Gozdna spominčica
Gozdna spominčica (znanstveno ime Myosotis sylvatica) raste v listnatih, mešanih, redkeje pa v iglastih gozdovih. Najdemo jo na bogatih humoznih tudi ilovnatih zemljiščih od hribov do subalpskega vegetacijskega pasu. Pogosto jo najdemo v vegetaciji na gozdnih posekah in ostankih gozdnih pogorišč skupaj z vrsto rastlin Adenostyletalia. Razširjena je v Evropi, Aziji, Iranu in Etiopiji. Razvila se je v večje število taksonov, podvrst, varietet in raznih form. Zaradi izredno lepe barve cvetov se vse vrste tega roda uporabljajo v dekorativne namene za vrtno cvetje. Spominčice so zelo popularne med gojitelji cvetja, vrtnarji.